# 2024년 홈스 공세
2024년 홈스 공세는 시리아 내전의 한 단계인 2024년 시리아 반군 공세 기간 시리아 구국정부(SSG) 세력과 튀르키예의 지원을 받는 반정부군인 시리아 잠정정부(SIG)가 시작한 군사 작전이다. 이 작전은 2024년 하마 공세 도중 12월 5일 반정부군이 하마 점령에 성공하면서 군사작전사령부가 홈스로 향한 공세를 펼치기 시작했다. 이 공세는 정부군이 홈스 시가지를 포기한 데 이어 12월 7일에서 8일 사이 밤에 반군이 홈스 점령에 성공하면서 막을 내렸다.

## 배경
2024년 11월 5일, 이스라엘이 쿠사이르 도시에 있는 헤즈볼라 무기창고를 표적으로 공습을 가했다.
11월 16일, 헤즈볼라를 겨냥한 이스라엘의 쿠사이르 2차 공습이 이루어졌다. 시리아 정부군의 군사 시설도 같이 표적이 되었다. 이 공습으로 쿠사이르와 홈스 동서부의 여러 마을을 잇는 오론테스강을 가로지르는 다리를 포함해 여러 다리가 파괴되었다.
11월 27일, 시리아의 반정부군인 타흐리르 알샴이 시리아 북서부의 시리아 정부군 영토를 향한 공세를 시작했다. 이는 2020년 3월 이들리브 휴전 이후 일어난 양 측 진영의 첫 대규모 공세이다.
12월 5일, 반정부군이 하마를 점령했다. 반군의 진격 소식을 듣고 수천 명의 홈스 주민들이 반군과 가까워지자 도시를 탈출했다.

## 공세
2024년 12월 5일 하마가 함락된 후 반정부군은 홈스 도심에서 약 40 km 떨어진 곳까지 진격했다. 정부군은 라스탄에서 철수했다고 밝혀졌으며 탈비세흐도 반정부군의 진격으로 사실상 정부군의 통제에서 벗어났다. 반정부군은 티르마라 마을 인근에서 시리아 정부군 제27사단을 드론으로 공격했다.

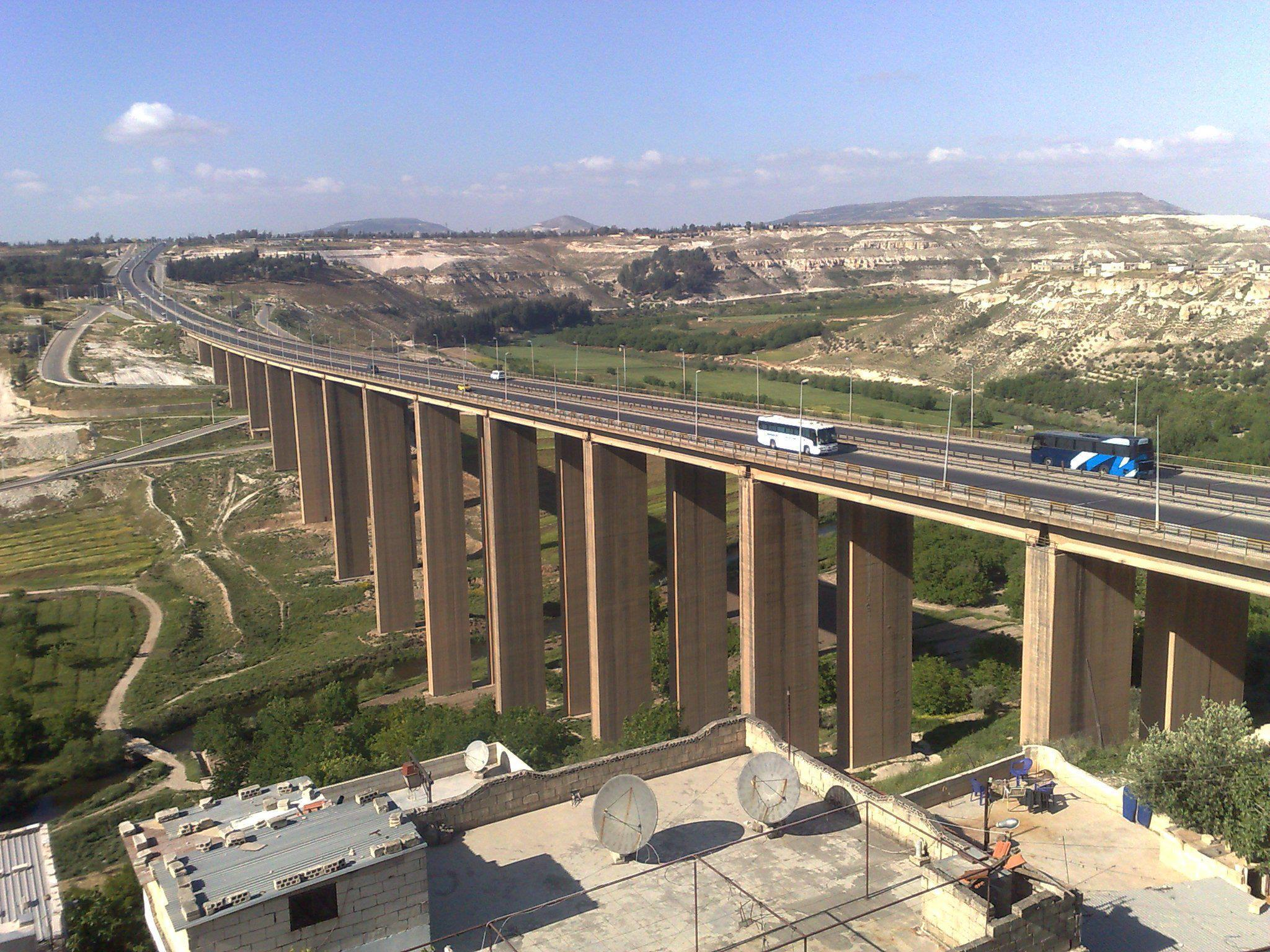
라스탄 다리는 러시아 항공우주군의 공습으로 피해를 입어 HTS 및 반정부 연합군의 진격을 막았다.

지역 민병대는 라스탄 외곽에 있는 시리아 정부군 공병부대 시설을 점거해 군용 차량과 탄약 등 여러 보급품을 노획했다. 라스탄 북쪽 외곽 하마와 홈스를 잇는 주요 다리가 있는 곳을 대상으로 정부군과 그 연합군 전투기가 십여 차례 공습을 가했다. 또한 정부군은 몇 년만에 처음으로 탈비세흐를 향해 포격과 미사일을 동원해 반군 진지를 공격했다. 정부군은 라스탄과 탈바세흐를 홈스로부터 고립시키기 위해 탈비세흐를 따라 이어진 홈스-하마 고속도로를 따라 여러 흙 장벽을 설치했다. 또한 무기와 탄약을 실은 트럭 200대를 동원한 대규모 정부군 호송대가 와에르 지구와 인근 사관학교 시설의 진지를 강화하기 위해 홈스로 이동했다. 반군의 진격을 막기 위해 러시아 항공우주군은 홈스와 하마를 잇는 오론테스강을 가로지르는 M5 고속도로 라스탄 다리에 공습을 가했다.
12월 6일 반정부군은 라스탄, 탈비세흐, 다르알카비라를 점령하고 홈스 외곽에 돌입했다. 한편 정부군은 테이르말라, 자파라니야, 마즈달, 데이르풀, 아실라, 파르하니야, 와지야알가시비야, 마크라미야, 이즈알딘 등 홈스 북쪽의 여러 마을에서 철수했다. 오후 들어 정부군은 홈스에서 라타키아 방면으로 완전히 철수했다고 알려졌으며 시아파가 다수인 도시에서는 지역 친정부 민병대만 남았다. 시리아 국방부는 이 보도를 부인했으며 정부군은 하마와 홈스를 반정부군으로부터 차단하고 반군의 진격을 늦추기 위해 M45 고속도로로 알려진 하마-홈스 고속도로의 라스탄 다리 공습을 수행했다고 밝혔다. 홈스 동부 교외의 공습으로 민간인 20명이 사망했다.
이 날 이스라엘이 친정부 헤즈볼라군의 무기 이송 중심지로 사용되던 홈스 서남부 쿠사이르 시골에 있는 레바논과의 국경검문소인 아리다 및 주시에 국경초소를 목표로 공습했다.
정부군은 이날과 2024년 12월 7일 사이 홈스 근처로 "대규모 증원군"을 이동시켰다고 발표했다.
12월 7일, HTS가 이끄는 반정부군이 치열한 전투 속에서 홈스 외곽까지 도달했다. 공습과 포격으로 민간인 최소 7명이 사망했다. 헤즈볼라는 쿠사이르에 병력 최소 2천명을 파견한다고 발표했지만 아직 반정부군과 교전하진 않았다. 오후까지 《로이터》 지는 반정부군이 동쪽과 북쪽에서 홈스 도시 교외로 진입했다고 보도했다. 이날 밤에는 반정부군이 도시 북부에 있는 홈스 중앙교도소를 점령해 죄수 수백 명을 석방시켰다. 시리아 정부군이 더 이상 도시를 지킬 수 없다는 결정을 내리자 정예 헤즈볼라 병력인 레드완군 전사 수십 명이 홈스를 빠져나왔다.
이와는 별도로 미국의 지원을 받는 시리아 자유군은 홈스 동부 시골 지역으로 진격해 정부군에 대항하는 새로운 전선을 구축했다. 반군은 팔미라, 수크나, 카리예틴, 카랴탼 등의 마을을 점령했다. 또한 반정부군은 전략적으로 매우 중요한 곳인 구랍산과 자발구랍산을 점령했다.
12월 8일 새벽 시리아 반정부군은 홈스 시가지를 완전히 점령했다고 발표하며 라타키아주와 정부군의 다른 장악 지역을 서로 고립시켰다. 반군은 홈스주 지역으로 계속 진격해 헤즈볼라 병력 수백명이 레바논으로 넘어간 후 쿠사이르를 점령했다. 얼마 지나지 않아 이스라엘 공군이 국경초소 인근의 헤즈볼라 호송대 중 하나에 공습을 가했다.

## 같이 보기
- 2024년 하마 공세